# Supergalaktische Ebene
Die Supergalaktische Ebene ist die Bezugsebene des Supergalaktischen Koordinatensystems. 
Sie ist eine wichtige Struktur im lokalen Universum und wird durch die Anordnung der nahen galaktischen Haufen Virgo-Haufen, des Großen Attraktors und des Perseus-Pisces-Superhaufens auf einer zweidimensionalen Ebene gebildet. Die Supergalaktische Ebene wurde 1953 von Gérard de Vaucouleurs erkannt, obwohl William Herschel schon 200 Jahre zuvor die flache Verteilung von Nebeln anmerkte.